# Правовая инициатива (Россия)
«Правовая инициатива» (нидерл. Stichting Justice Initiative, SJI), ранее — «Правовая инициатива по России» (Stichting Russian Justice Initiative, SRJI), — нидерландская организация, основанная в 2001 году и занимающаяся защитой прав человека в России. Основная деятельность — содействие гражданам России в ведении дел в Европейском суде по правам человека (ЕПСЧ), прежде всего — исков жителей Чечни против российских властей. Также организация занимается публикацией отчётов о состоянии дел в правами человека на Северном Кавказе.

## История
Начиная с 2000 года, правозащитники из московского офиса Human Rights Watch (HRW) устанавливали контакты между жертвами преступлений из Чечни и европейскими юристами, имевшими опыт исков в ЕСПЧ.
В сентябре 2001 года этими правозащитниками была формально создана SRJI как организация с офисом в Москве, но зарегистрированная в Утрехте, Нидерланды. Помощь в её создании оказали нидерландские правозащитные организации IKV Pax Christi и Нидерландский Хельсинкский комитет.
В октябре 2005 года было зарегистрировано представительство SJI в Назрани, Ингушетия.
В октябре 2006 года деятельность московского офиса SJI была приостановлена в связи с принятием в России нового закона «О некоммерческих организациях». В 2006—2007 годах организации было дважды отказано в регистрации в России по формальным основаниям, но в феврале 2007 года организация была зарегистрирована.
В феврале 2011 года SJI была исключена из реестра иностранных некоммерческих организация России по формальному основанию; представители организации сочли это политическим мотивированным. Организация трижды пыталась восстановить регистрацию, но безуспешно. SJI продолжила работу в России через две российских НКО — «Правовое содействие — Астрея» (директор — бывшая сотрудница HRW Ванесса Коган) и «Правовая инициатива» (Назрань; директор — Магомед Барахоев).
В августе 2019 года в назранский офис организации пришли с обыском в связи с протестами после отказа в регистрации кандидатов на выборы в Мосгордуму. В декабре 2019 года Министерство юстиции России включило зарегистрированную в Назрани «Правовую инициативу» в реестр «иностранных агентов». В марте 2023 года назранский офис приостановил работу.

## Описание
По состоянию на 2010 год доходы SJI составили 0,9 миллиона евро, расходы — 0,7 миллиона евро. Основными источниками финансирования являлись гранты, помощь благотворительных фондов и помощь властей Франции, Великобритании, Германии, Норвегии и Нидерландов.
По состоянию на 2012 год SJI подала 252 жалобы в ЕСПЧ, по 109 из которых было принято положительное решение. По состоянию на 2012 год больше половины жалоб в ЕСПЧ о нарушении прав человека в Чечне были поданы при помощи SJI, в результате чего организация отсудила у правительства России по жалобам жителей Чечни порядка 10 миллионов евро.
По состоянию на август 2019 года SJI подала 420 жалоб в ЕСПЧ, по 238 из которых было принято положительное решение, а всего организация проконсультировала более 4 тысяч человек.
В 2016 и 2018 годах SJI выпускала доклады о практике калечащих операций на женских половых органах в Дагестане, согласно которым ежегодно только в этой республике таким операциям подвергаются не менее 1200 девочек. В 2018 и 2020 годах SJI выпускала доклады об «убийствах чести» на Северном Кавказе, проанализировавшие 44 случая таких убийств. Также организация выпустила исследование пропавших без вести в ходе Второй чеченской войны, содержащее сведения о 330 людях.